# キヤノン IXY 1

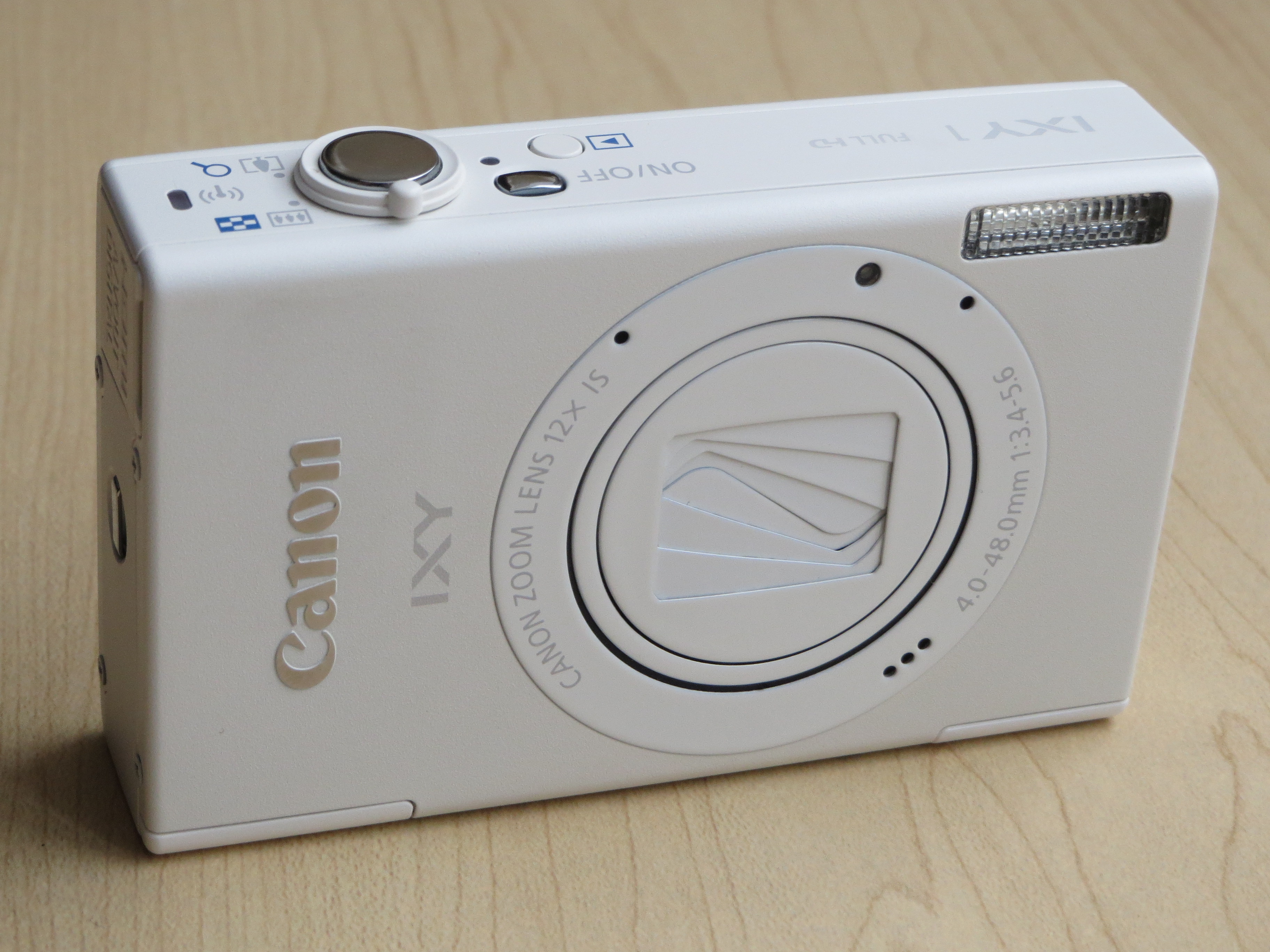
Canon IXY 1

Canon IXY 1はキヤノンが製造・販売したコンパクトデジタルカメラである。2012年3月9日発売。
2012年2月23日に発売されたIXY 3の上位機種という位置づけ。

## 概要
発売当初の価格はオープン価格で、直販サイトの販売価格は3万9,980円。
本体の塗装色は画像のホワイトの他、ブラックの2種類。
塗装の表面処理が異なっており、ホワイトはさらさらとした軽い梨地塗装になっているが、ブラックは光沢のある塗装が施されている。
本体は小型化するため、鏡筒の沈胴時にプリズムを退避させることで空いたスペースにレンズを収納する「屈曲沈胴プリズム退避鏡筒」という方式が採用されている。これは以前に発売された同社のコンパクトデジタルカメラ、IXY 50Sが初採用している。総画素数約1680万画素の1/2.3型イメージセンサを搭載しているが、その中心部のみの限定した範囲を実画面にしているため、有効画素数が1010万画素まで下がっている。これも、本体小型化と高倍率化を両立させるための仕様になっている。
この機種の最大の特徴は、3.2型の感圧式タッチパネル液晶を採用していることと、無線LANを搭載していることである。
背面にボタン類は一切なく、操作はすべて液晶画面をタッチして行うようになっている。
無線LAN機能は、アプリの「CameraWindow」をスマートフォンにインストールすることにより、IXY 1で撮影した画像をスマートフォンに転送することができる。
また、IXY 1同士で画像転送をすることも可能になっている。動画も転送が可能で、720pで撮影された動画まで対応している。

## 主な仕様
- 総画素数：約1680万画素
- 有効画素数：約1010万画素
- ズーム倍率：12倍(デジタルズーム時最大48倍)
- 撮影距離：1cm〜∞
- シャッタースピード：1〜1/4000秒
- 大きさ：85.8 x 53.5 x 19.8 mm
- 重量（電池・メモリーカード含む）：約163g
- 重量（電池・メモリーカード除く）：約142g